# Giovanni Battista Rubini
Giovanni Battista Rubini (Romano di Lombardia, 7 de abril de 1794 - Romano di Lombardia, 3 de marzo de 1854) fue un tenor italiano, verdadera leyenda de su tiempo. Uno de los primeros tenores de carrera internacional.

## Orígenes
Nació en el seno de una familia muy pobre y religiosa. Desde pequeño su padre (que era cornista) le entregó una formación musical sólida, mostrando desde muy niño grandes y promisorias aptitudes musicales, ya a la edad de 12 años era corista y violinista en el Teatro Ricciardi en Bérgamo, hoy llamado Teatro Donizetti. Cantó primero con voz de contralto y comenzó a temprana edad una vida errante entre los escenarios de las provincias italianas.

## Debut
Hizo su debut profesional a los 20 años en Le lagrime d’una vedova de Pietro Generali en Pavia en 1814 con gran éxito. Debutó luego en Venecia donde tomó contacto con el agente Doménico Barbaja con quien firmó contrato para aparecer

## Colaboración con Bellini y Donizetti
En 1826 entró en contacto con Vincenzo Bellini con quien trabajó estrechamente y quien escribiera para él los papeles protagonistas de Bianca e Gernando (después Bianca e Fernando, 1826), Il Pirata (La Scala de Milán, 1827), La Sonnambula (Teatro Carcano de Milán, 1831) e I Puritani (Teatre Italien de París, 1835) donde el compositor exigía al máximo a su tenor predilecto escribiéndole un Fa5, la nota más alta escrita para un tenor en una composición. 
Participó también en los funerales del compositor en el año de 1835 junto a Luigi Lablache, Antonio Tamburini, Giuditta Pasta y Giulia Grisi, quienes fueran los cantantes predilectos del compositor.
Gaetano Donizetti también cayó bajo el embrujo del tenor y le dedicó el rol de Fernando en Marino Faliero y el de Percy en su Anna Bolena donde reunía en el mismo elenco a Rubini con Giuditta Pasta que para el compositor era el ideal al que podía aspirar cualquier creador.
Entre 1831 y 1843 dividió actuaciones entre París, Londres y Madrid y en 1835 formó junto a Giulia Grisi, Antonio Tamburini y Luigi Lablanche el cuarteto Puritani del que se retiró 7 años después. Por Madrid pasó en 1841, donde cantó varias veces en el Liceo Artístico y Literario, participando en las actuaciones de salón, pero también representando óperas como La sonámbula junto a Manuela de la Vega, esposa de Ventura de la Vega.
En 1843 se fue de gira con Franz Liszt por Holanda, Bélgica y Alemania y en Berlín se separó del célebre pianista y compositor y aceptó una invitación del Zar de Rusia para cantar en San Petersburgo donde se volvió un favorito e ídolo indiscutido de la corte y los públicos, y aceptó el título de profesor de música de la corte recibiendo la condecoración de Coronel Imperial de los músicos de todas las Rusias y altísimas sumas de dinero. 
Al año siguiente volvió a Italia por un periodo corto regresando rápidamente a la corte del Zar. Los cambios climáticos sumados a su edad terminaron por arruinar su voz y en 1845 se retiró de la escena inmensamente rico a su mansión en Romano. Murió 9 años después, el 3 de marzo de 1854 de un ataque al corazón dejando una herencia multimillonaria.

## Su Figura y Voz
En una época en que la cuerda de tenor se venía desarrollando de manera incipiente, Rubini sirvió como gran catalizador para que los compositores confiaran los roles protagónicos al tenor, en vez del castrado o la soprano. El irreversible decline de los castrati le permitió a Rubini afirmar y desarrollar una carrera llena de éxitos. 
Con inteligencia y maestría el tenor supo modelar su voz según el gusto de la época y adaptarse a las exigencias técnicas de los compositores. Su registro era de una extensión que iba del Do central hasta el Sol sobreagudo.
Valiéndose de los sonidos de cabeza el tenor era capaz de pasar de la voz de pecho al registro de cabeza sin que se notase ningún cambio en el color de la voz. Sus agudos y sobreagudos eran famosos por su squillo y potencia.
El cantante poseía además una técnica de respiración y coloratura que le permitía lidiar con las composiciones más difíciles. Además poseía un timbre brillante y muy homogéneo que sumado a sus habilidades teatrales los encumbraban a las más altas alturas artísticas.
Convirtiéndose en el más grande tenor del ottocento y verdadera leyenda teatral de la época, contribuyó también a crear roles operísticos de extrema dificultad técnica que eran propios del gusto y la técnica de la época y que en nuestros días pocos tenores se atreven a afrontar.
Rubini jugó un rol primordial en la evolución vocal y estilística del romanticismo, dominando la técnica de coloratura a cabalidad el tenor prefirió la mesura y alejarse del modelo excedido y sobrecargado del barroco y a cambio cultivar la expresión y pureza de la línea vocal. Se le considera junto con Manuel García el creador del bel canto italiano.
Tras su desaparición el tenor dejó una estela de imitadores y el recuerdo de su figura perduró por décadas y extendiéndose hasta nuestros días.